# José María Tasso
José María Tasso Tena, Spitzname Tachuela (* 7. Februar 1934 in Madrid; † 9. Februar 2003 ebenda) war ein spanischer Schauspieler.

## Leben
Tasso verbrachte einen Teil seiner Kindheit in Frankreich, wohin seine Mutter nach dem Spanischen Bürgerkrieg, der seinem Vater das Leben kostete, geflohen war. Zurück in der Heimat, sammelte Tasso erste Bühnenerfahrungen bei studentischen Aufführungen während seiner bald zugunsten eines Studiums der Öffentlichkeitsarbeit aufgegebenen Immatrikulation in Medizin.
1957 gab der großgewachsene, schlanke, mit jungenhaftem Aussehen ausgestattete Tasso sein Leinwanddebüt in einer komischen Nebenrolle in José María Elorrietas Mensajeros de paz. In den kommenden Jahren folgten viele kleine Rollen komischer Art, die „Tachuela“, wie er von seinen Fans genannt wurde, oftmals neben populären Stars dieser Jahre absolvierte; so drehte er mit Marisol und Rocío Dúrcal, in deren Filmen er auch die Figur des „Flequillo“ interpretierte. Er war zwar kein Darsteller mit überreichen Fähigkeiten, konnte jedoch gemessen am geringen Umfang seiner Rollen und Auftritte einen bemerkenswerten Rang als Star erreichen.
Nach seiner Hochzeit mit der aus vornehmer Familien stammenden Eugenia Vilallonga y Martínez Campos – der Ehe entstammen fünf Söhne – widmete er sich verstärkt seinem zweiten Standbein, dem Betrieb eines Gaststättenunternehmens in La Granja de San Ildefonso. Zwischen 1967 und 1970 folgte eine Phase verstärkter Aktivität als Darsteller, die danach elf Jahre lang fast total auf Eis lag. Tasso, der auch gelegentlich als Synchronsprecher arbeitete und hierfür an Cartoonserien beteiligt war, spielte nun mehrheitlich in Fernsehserien und wirkte in Projekten befreundeter Künstler wie Pedro Almodóvar oder Luis García Berlanga mit. Auch musikalische Projekte finden sich in Tassos Schaffen.

## Filmografie (Auswahl)
- 1957: Mensajeros de paz
- 1961: Schwarze Rose, Rosemarie (Festival)
- 1962: Spiel und Leidenschaft (Bahía de Palma)
- 1968: Drei ausgekochte Halunken (I tre che sconvolsero il West (Vado, vedo e sparo))
- 1969: Frühstück mit dem Killer (Les Étrangers)
- 1970: Sein bestes Stück verkauft man nicht (Il trapianto)
- 1990: Fessle mich! (¡Átame!)
- 2001: Manos a la obra (Fernsehserie, eine Folge)